# اکاینار
اکاینار (به لاتین: Akkaynar) یک منطقهٔ مسکونی در قزاقستان است که در استان الماتی واقع شده‌است.

## خصوصیات
اکاینار ۲٬۷۵۴ نفر جمعیت دارد.